# Gaetano Palombi
Gaetano Palombi (Chiavano, 1755 – 1826) è stato un abate e poeta italiano la cui opera principale, postuma, è il Medoro Incoronato.

## Biografia
Nacque a Chiavano, frazione del comune di Cascia in Umbria, nel 1755. Da giovane si recò a Roma per apprendervi le lettere e gli studi classici e si fece ordinare sacerdote. Si ricorda come un uomo mite e di genuina bontà, amante della vita tranquilla. In giovane età intraprende la stesura della sua opera maggiore, che continuerà a limare per tutta la vita. A Roma partecipò a varie accademie letterarie con vari nomi ("Il Rinascente"). Si ritirò successivamente in Umbria insegnando le lettere. Alcune ottave del suo poema apparvero su alcuni giornali romani. In principio aveva intenzione di dedicare il suo Medoro Incoronato all'imperatrice Caterina II di Russia, ma poi mutò il destinatario nell'imperatore Alessandro. Non riuscirà tuttavia a vedere stampato il suo poema, a causa della morte che lo colse "con tutti i conforti della religione" si dirà. I suoi eredi affideranno il Medoro alle stampe due anni dopo. I suoi resti riposano nella Basilica di San Martino ai Monti, a Roma, ma si dice che nessuna targa o busto sia posto a segnalarne il luogo. Non volle un encomio funebre grandioso, ma uno semplice e mite come la sua vita terrena. Oggi a lui è dedicata una via nel centro storico di Cascia.
Il poeta si propose di continuare le vicende narrate ne L'Orlando Furioso di Ludovico Ariosto. L'episodio dell'incoronazione di Medoro, semplice fante saraceno e marito della bellissima Angelica, è anticipato già dall'Ariosto: "forse altri canterà con miglior plettro", frase che riprende Orazio. Il Palombi forse intese intentare l'ardita imprese (e non fu il solo) di essere colui che avrebbe cantato con miglior plettro il ritorno di Angelica e Medoro, tema centrale del poema, esposto già dalla prima ottava del poema. L'opera è suddivisa in venti canti in ottava rima, e mostra di essere opera di un uomo che utilizza una stanza elegante e fluente, scorrevole e preziosa. Non tutti i personaggi del Furioso vi si ritrovano, mancano infatti i famosi Orlando e Rinaldo e altri. Si parla invece di Sacripante che si fa cristiano e che si sposa: da lui si sviluppa il tema encomiastico. Tornano anche Ferraù e Ruggero. Il poema si conclude con l'incoronazione di Medoro sul trono del Catai.